# Tomi Poikolainen
Tomi Poikolainen   (Hèlsinki, 27 de desembre de 1961) és un arquer finlandès, ja retirat, guanyador de dues medalles olímpiques. Està casat amb la també arquera Jutta Poikolainen.
Durant la seva carrera esportiva va prendre part en cinc edicions consecutives dels Jocs Olímpics d'Estiu, el 1980, 1984, 1988, 1992 i 1996. Guanyà la medalla d'or en la prova individual el 1980 i la de plata el 1992 en la competició per equips. Altres resultats destacats en uns Jocs foren la quarta posició per equips el 1988 i la cinquena en la prova individual el 1984.
En el seu palmarès també destaquen tres medalles en el Campionat del Món, dues de plata i una de bronze, i vuit medalles, dues d'or, dues de plata i quatre de bronze, en el Campionat d'Europa.